# Gynochthodes oligantha
Gynochthodes oligantha là một loài thực vật có hoa trong họ Thiến thảo. Loài này được Merr. mô tả khoa học đầu tiên năm 1929.